# جيورج تشيتو
كان جيورج تشيتو (اسمه الأول أيضًا جورج أو جيورجيو، كنيته أيضًا تشيتيو أو تشيتزو أو كيتو أو كيتزو، 24 أغسطس 1828 -27 أكتوبر 1897) محاميًا وسياسيًا وأديبًا أفلاقي ولاحقًا روماني، تركزت نشاطاته بشكل أساسي في إقليم أولتينيا. مع تلقيه لتعليم كلاسيكي، الذي كان بمثابة تعويض عن خلفيته المنحدرة من الطبقة الوسطى والذي أتاح له أن يدرس في جامعة فيينا، انخرط تشيتو أيضًا بقوة في الثورة الأفلاقية لعام 1848 بصفته أحد المناصرين الأوائل لليبرالية «الحمراء». أصبح تشيتو واحدًا من مروجي الدعاية للحزب الوطني وأحد منظميه وأسس صحيفة فوسيا أولتولوي غازيت في عام 1857. عين تشيتو كأول عمدة إقليمي ينتخب في الممالك المتحدة على الإطلاق في كرايوفا، حيث عمل أيضًا كمحام ومدع عام. تميزت سياسته الراديكالية ومشاركته في الماسونية الرومانية بدفاعه عن الكنيسة الأرثوذوكسية الرومانية ضد تخفيض أصولها. بعد شغله منصبًا لقرابة عشرين عامًا في مجلس نواب رومانيا ومجلس شيوخ رومانيا، انتقد تشيتو التغريب وأيد النماذج السياسية المحلية، من بينهم تودور فلاديميريسكوفي إقليم أولتينيا. نتج عن عمله الموازي كمسؤول دعاية وناشر تعامل هام مع قسطنطين دي أريسيسكو وبوغدان بيتريسايكو هاسديو وثيودور أمان، وساهم ذلك أيضًا في تعيينه في الأكاديميا الرومانية في عام 1879.
تقلب تشيتو بين «الحمر» والفصيل الحر والمستقل، وانجذب نحو سياسات تآمرية ضد كارول الأول. إلى جانب أليكساندرو كانديانو بوبيسكو وإيوجينيو كارادا، كان لتشيتو مساهمة بارزة في تمرد فاشل في عام 1870. بعد مرور خمسة أعوام، انضم تشيتو إلى إيون سي براتيانو في تأسيس الحرب الليبرالي الوطني الذي استولى على السلطة بوسائل سلمية. شغل تشيتو في ظل براتيانو منصب وزير التعليم ولعب دورًا في تحديث التعليم وتوحيد معاييره، إلا أنه أثار أيضًا الجدل نظرًا إلى محاباته السياسية. تباعًا في الثمانينيات من القرن التاسع عشر، في مملكة رومانيا المعلنة حديثًا، شغل تشيتو منصب وزير المالية ووزير العدل ووزير الشؤون الداخلية ووزير التعليم مرة أخرى، كاسبًا الاحترام بسبب ابتعاده عن الكسب غير المشروع وموقفه المتشدد حول انعدام الكفاءة الإداري. وتكفل بصورة شخصية أيضًا بقمع أعمال الشغب المناهضة لكارول في عام 1884، التي أقام بعدها، شأنه شأن براتيانو، تعاونًا دائمًا مع المحافظين الذين جمعوا أنفسهم ضمن تجمع سمي تجمع خونيميا.
نظرًا إلى شربه للكحول طوال حياته، قيل إن تشيتو قد قلع جميع أسنانه وهو ثمل، ونتيجة لذلك أصيب بالشلل. خلال العقد الأخير من حياته، الذي أمضاه في ملكيته الوحيدة المتبقية في ميريلا، بات تشيتو مقعدًا وفقيرًا. وفي تلك الآونة كان تشيتو قد نبذ من قبل ناخبي كرايوفا، وأيضًا من قبل صديقه السابق هاسديو، وخسر إمكانية العودة إلى العمل في القانون واضعًا بذلك نهاية لمسيرته المهنية كممثل عن الدوائر الانتخابية الريفية، مقاطعة أولت. كرم سكان إقليم أوتلينا ذكرى تشيتو بتسمية مدرسة كرايوفا التجارية على اسمه. وخصصت له العديد من الأعمال الفنية، من بينها تمثال مفقود نحته الفنان الشاب قسطنطين برانكوسي.

## سيرة حياته

### شبابه
كان تشيتو أحد سكان إقليم أوتلينا الأصليين، في ما كان يعرف في تلك الآونة بالأفلاق الغربية. تختلف المصادر حول المكان الدقيق لولادته، في حين تشير سير حياته الرسمية إلى أوبوغا، في مقاطعة روماناتي (مقاطعة أولت في الوقت الراهن) وأشار صديقه وصهره قسطنطين إم كيوكازان إلى كرايوفا، عاصمة مقاطعة دولج وإقليم أولتينيا ذاته. وفقًا لرواية تفصيلية، تواجدت الأسرة في أوبوغا هربًا من كوارث الحرب الروسية التركية. يقدم مؤرخ كرايوفا دي إي بيتريسكو، الذي ينقل قصة يعود أصلها إلى جريغور توسيليسكو، سياقًا أكثر دقة: «لن يجد المرء دليلًا أفضل من صعود رجل من أدنى مراتب الحياة إلى أعلاها، شريطة أن يظهر ذكاءً وقوة إرادة وقدرة على العمل. [...] ولد في عام 1828، في عربة يجرها ثور على أطراف قرية أوبوغا (شمال بالس) وعُمد على يدي والده بسبب عدم وجود قس».
على امتداد القرن التاسع عشر، كانت نخبة كرايوفا المدنية والتجارية المتنامية بشكل رئيسي من خلفية سلافية جنوبية أو يونانية أو رومانية. كان آل تشيتو مهاجرين من مقدونيا، وتشير السجلات أنهم أتوا إلى أوتلينا بعد فترة بقوا فيها في ترانسلفانيا، وانتقلوا إلى تيسلوي وفي النهاية إلى كرايوفا قبل ولادة جيورج. تقتفي الباحثة أناستاس هاسيو أثر آل تشيتو إلى العشائر الأرومانية في نيفيسكا، على الرغم من ادعاء الخصوم السياسيين لآل تشيتو أن الأسرة من أصول بلغارية. من المحتمل أن اسم العائلة مشتق من الاسم الأنثوي باراشيتا، وهو ما يعكس تقليدًا خاصًا بأسماء العلم يتشاركه الرومان والبلغاريون. كان والد تشيتو، عرف باسم ثيودور أو تودورو (1786 – 1866)، تاجر صدريات يملك بعض الاطلاع على الأدب اليوناني. كان متجره يقع في شارع كوبرتاريلور في كرايوفا، وهو المكان الذي سيمتلك فيه جيورج أيضًا في وقت لاحق بيتًا في بوديسور. من المحتمل أنه كان الولد الأكبر من بين ثلاث أولاد ولدوا لثيودور وفلوريكا (فلواريا)، الذي كان لديه أيضًا ابنتين، ومن المرجح أن مارين تشيتو، التي أشار العديد من كتاب السيرة الذاتية لوالدها بأنها أكبر أولاده، كانت قد ولدت في عام 1830. وعرف على المستوى المحلي كتاجر قطع وتحف فنية. كان لبيتر، ولد آخر من أولاد ثيودور، مسيرة مهنية مثيرة للجدل كمحام في أولتينيا واشتهر أيضًا بعشقه الثقافي لإيطاليا، بما في ذلك صداقته مع النحات إيتوري فيراري. واشتهر بيتر أيضًا بترجمته لرواية أليساندرو مانزوني التاريخية، المخطوبون.
التحق جيورج الشاب بالمدرسة الابتدائية في كرايوفا، التي بدأ بعد إتمامها دراسته في معهد إيوان مايوريسكو الأدبي (التسمية الأولى لجامعة كارول الأول الوطنية) في المدينة ذاتها. وفي تلك المرحلة كان ظهوره كشاعر للمرة الأولى بقصيدة غنائية باللغة الفرنسية لأمير الأفلاق الحاكم أليكساندرو الثاني جيكا. وكان يواجه مصاعب في كسب ما يكفي من المال، وتوجب عليه أن يعيل نفسه من الدروس الخاصة لتلاميذ أقل كفاءة، من بينهم كارادا الشابة. بصفته مستأمنًا على الأمير جيورج بيبيسكو، أرسل تشيتو في النهاية لمتابعة دراسته في جامعة القديس سافا في بوخاريست. عند تخرجه، درس تشيتو هناك اللغات الكلاسيكية. ومع نيله ل «منحة متواضعة» للدراسة في الخارج، التحق تشيتو في وقت لاحق بكلية القانون في جامعة فيينا. وكما أشار الباحث جورج ميل ديميتريسكو، حضر تشيتو الحصص وحاز على شهادة تأهيل، إلا أنه لم ينل دبلوم تخرج حقيقي. بصفته مؤيدًا نشطًا لثورة الأفلاق لعام 1848، انضم تشيتو إلى نادي الثوريين، الذي تشكل حول مدرسه السابق مايوريسكو. عين تشيو عضو لجنة ثوري ومديرًا للدعاية في أوتلينا وساهم في تجنيد جنود لحرس جيورج ماغيرو الوطني. كتب تشيتو مقالات لصحيفة ناشينالول وربما كان مؤلف البيانين الثوريين الذين ينسبان إلى مايوريسكو وإيمانويل كوينيزو.
في 18 من شهر يوليو من عام 1850، نشر تشيتو مقالًا في صحيفة فيستيتورول رومانيسك يعلن فيه إقامة مسرح وطني في كرايوفا، في أولى تجسداته. وفي حين كان ما يزال يقيم في الإمبراطورية النمساوية، تلقى دروسًا في الدراسات السلافية تحت إشراف فرانز ميكلوسيتش، وطبع كتابًا «دينيًا ووطنيًا مميزًا» ألفه بنفسه، أوركولول أنولوي 1851، («وسيط وحي العام 1851»). ألهمته حفلة في فيينا أقامها لودفيغ فيست، ضمت أداءً لفولكلور روماني، لكتابة سونيته في عام 1853. وفقًا للقارئ أفرام فاسكوليسكو، كانت تلك السونيته أحد أفضل السونيتات التي ألفت من قبل روماني، في حين وصفها كيوكازان بأنها «مذهلة»، وبكل الأحوال كانت تلك السونيته أحد أوائل السونيتات ضمن سياق الأدب الروماني، إلى جانب قطع أخرى ألفها رادو إيونيسكو.
باتت الخلية الثورية غير ناشطة في ظل النظام القمعي لباربو ديميتري ستيربي، إلا أن تشيتو وكوينزو وإيليفتيري تمكنوا من إحيائها في عام 1853، في الفترة التي كانت تعتبر أوج حرب القرم. في شهر ديسمبر من تلك السنة، أعلن تشيتو عن إعجابه الكبير بماغيرو (الذي كان قد نفي من الأفلاق في أعقاب أحداث العام 1848)، وكتب قصيدة إيسيلاتول («المنفى»)، واختتمت القصيدة التي كتبت من وجهة نظر ماغيرو بالأسطر التالية:
وطننا ليس على الأرض الواقعة هنا
بل هو فوقنا، في مجال ملكوت السماوات
ما نسميه وطنًا تحت ذلك الضوء
ما هو إلا محطة راحة، استضافة لليلة طويلة.
مناضل قومي وعمدة كرايوفا
مارس تشيتو القانون في كرايوفا ومنذ العام 1857 حتى العام 1860 حرر صحيفة فوسيا أولتولوي التي كان قد أسسها عند عودته من النمسا.